# حمیدرضا نجفی
حمیدرضا نجفی نویسنده و مترجم ایرانی.

## زندگی
حمیدرضا نجفی متولد ۱۳۴۳ نویسنده و مترجم ایرانی است. اولین رمان حمیدرضا نجفی با نام «کوچه صمصام» توسط کانون پرورش فکری کودکان و نوجوانان منتشر کرد. اولین مجموعه داستان او با نام «باغهای شنی» توسط انتشارات نیلوفر منتشر شد، کتابی که مورد توجه منتقدین قرار گرفت و نامزد دریافت دو جایزه «بنیاد گلشیری» و «منتقدین و نویسندگان مطبوعات» شد و جایزه بنیاد گلشیری را برایش به ارمغان آورد.
نجفی از شاگردان هوشنگ گلشیری است.
او مباحث کتاب فنون مصاحبه رادیویی را از منابع اینترنتی جمع‌آوری و ترجمه کرده‌است.
حمیدرضا نجفی از داوران جشنواره ربع قرن کنار گذاشته شد. او در گروه ادبیات جشنواره ربع قرن کتاب دفاع مقدس به عنوان سرگروه بخش داستانی ادبیات کودک و نوجوان انتخاب شده بود.

## جوایز
- ۱۳۸۵ - ششمین دوره جایزه هوشنگ گلشیری. برنده بهترین مجموعه داستان کوتاه برای باغهای شنی.